# NPa Poti (P-15)
O NPa Poti (P-15) é uma embarcação da Marinha do Brasil, da Classe Piratini, que exerce a função de navio-patrulha.
O Navio-Patrulha Poti é o segundo Navio a ostentar este nome, na Marinha do Brasil. Poti foi o nome tupi do Herói da Guerra Holandesa Antônio Camarão, que aos 21 anos de idade, ao ser batizado pelo Padre Diogo Nunes, adotou o nome cristão de Antônio, acrescentado de Felipe em Homenagem ao Rei de Portugal e Espanha (Felipe III) e Camarão, significado em português do vocábulo indígena poti, é o nome do rio homônimo nos estados do Ceará e do Piauí.
É carinhosamente apelidado pela sua tripulação como "Guerreiro do Pantanal".

## História
O NPa Poti (P-15) é o sexto e o último navio da classe Classe Piratini, construído no Arsenal de Marinha do Rio de Janeiro. Seu projeto foi baseado na Classe Cape, da Marinha dos Estados Unidos, onde desempenhava a missão de patrulha costeira, como tarefa principal.
Foi incorporado à Armada, em 29 de outubro de 1971, ficando subordinado ao Comando do 1.º Distrito Naval da Marinha do Brasil. Sua aplicação inicial abrangeria tarefas diferentes das comumente desempenhadas pelos navios da esquadra, quais sejam: Serviços de Guarda Costeira, Salvamento no Mar, Patrulha e Combate. O NPa Poti iniciou suas atividades como navio-patrulha costeiro, atuando nos litorais do Nordeste e Norte brasileiros, sendo notória suas atuações nas Patrulhas de Pesca e Salvamento, dessas regiões. Em Junho de 1993, passou à subordinação do comando do 6.º Distrito Naval, passando a atuar nas áreas dos estados de Mato Grosso e Mato Grosso do Sul, principalmente na calha da Hidrovia Paraguai-Paraná.

## Características
- Comprimento Total: 29 m[2]
- Boca: 6 m
- Calado: 1,55 m
- Raio de Ação: 1 000 milhas náuticas a 15 nós e 1 700 mn a 12 nós
- Deslocamento: 105 t
- Velocidade: 18 nós
- Comandante e Tripulação: 2 oficiais e 14 marinheiros
- Armamento:
  - 1 canhão 20 mm
  - 2 metralhadoras 12,7 mm
  - 1 morteiro de 81 mm
- Propulsão
  - 2 eixos Propulsores
  - 2 motores Cummins VT-12M diesel por eixo
  - 2 motores diesel-geradores